# ذخیره طلا
ذخیره طلا به طلایی گفته می‌شود که بانک‌های مرکزی برای حفظ ارزش دارایی‌های خود و تضمین پرداخت تعهدات مالی خود مثل سپرده‌های بانکی، دارندگان پول‌های کاغذی و بدهی شرکای تجاری یا به‌عنوان پشتوانه‌ای برای پول نگهداری می‌کنند.
در پایان سال ۲۰۰۵ بانک‌های مرکزی و صندوق‌های سرمایه‌گذاری حدود ۱۹٪ از کل طلای استخراج‌شده در جهان را در اختیار داشتند. بر اساس برآوردها کل طلای استخراج شده تا پایان سال ۲۰۰۹ میلادی ۱۶۵٬۰۰۰ تن بوده‌است.
تا پایان سال ۲۰۲۳، بانک‌های مرکزی مجموعاً ۳۶,۶۹۹ تن متریک طلا در اختیار دارند که حدود ۱۷ درصد از کل طلای استخراج‌شده در جهان، یعنی حدود ۲۱۲,۵۸۲ تن متریک، را تشکیل می‌دهد. 

## کدام بانک‌های مرکزی بیشترین ذخایر طلا را دارند؟
بانک مرکزی ایالات متحده (فدرال رزرو) در صدر جدول دارندگان طلا قرار دارد و بیشترین مقدار را در اختیار دارد؛ این بانک ۸,۱۳۳.۴۶ تن متریک طلا ذخیره کرده که بیش از دو برابر ذخایر طلای آلمان، دومین کشور در این رتبه‌بندی، با ۳,۳۵۲.۶۵ تن متریک است.
ایتالیا، فرانسه، و روسیه نیز به ترتیب در جایگاه‌های سوم، چهارم و پنجم قرار دارند و ذخایر طلای آنها به ترتیب ۲,۴۵۱.۸، ۲,۴۳۶.۹۷ و ۲,۳۳۲.۷۴ تن متریک است. چین و سوئیس در رتبه‌های ششم و هفتم جای گرفته‌اند و به ترتیب ۲,۲۶۲.۳۹ و ۱,۰۴۰ تن متریک طلا دارند.
در رتبه‌های پایین‌تر، ژاپن با ۸۴۵.۹۷ تن متریک، هند با ۸۲۲.۵۸ تن متریک و هلند با ۶۱۲.۴۵ تن متریک طلا قرار گرفته‌اند که همگی کمتر از هزار تن متریک طلا دارند.
میزان ذخایر طلای ایران، به صورت محرمانه است و مسئولان بانک مرکزی به‌طور رسمی آمار آن را در اختیار نهادهای داخلی و خارجی قرار نمی‌دهند.

## آمار ذخایر طلا

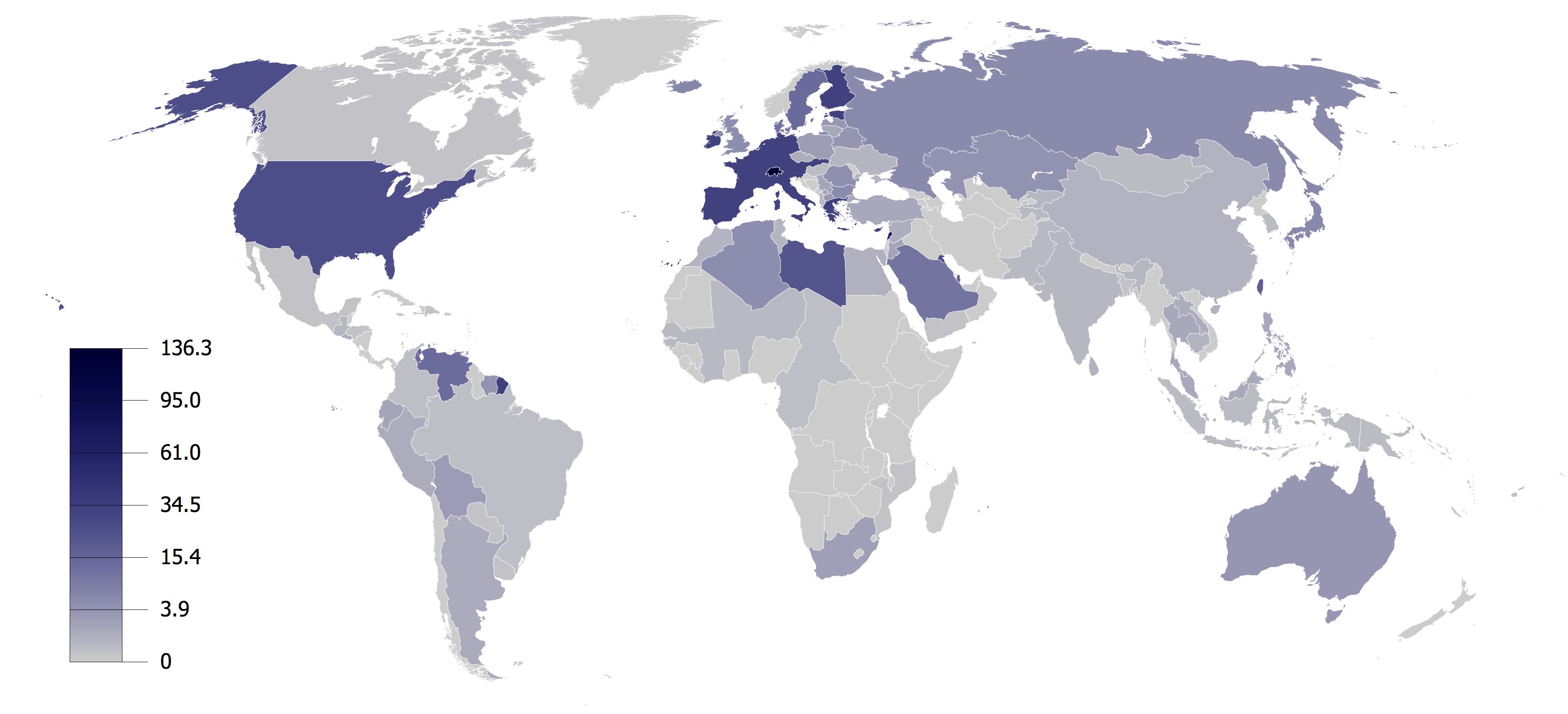
نقشه سرانه ذخایر طلای بانک‌های مرکزی دنیا. سوئیس با ۱۳۶٫۳ گرم طلا به ازای هر نفر جمعیت خود در رتبه اول و لبنان، آنتیل هلند، منطقهٔ یورو و آروبا در رتبه‌های بعد قرار دارند.

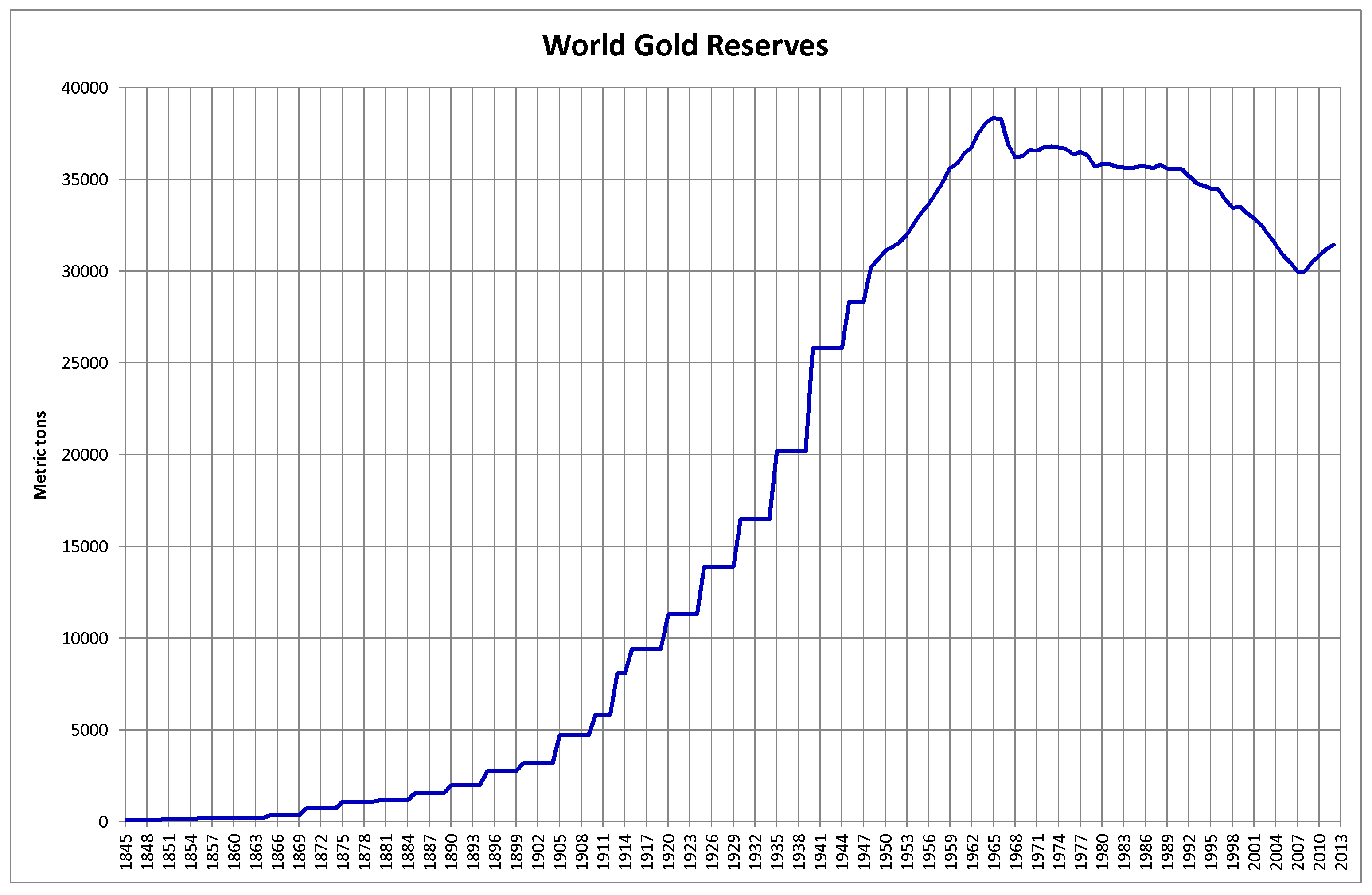
میزان ذخایر طلای جهانی از سال ۱۸۴۵ تاکنون

صندوق بین‌المللی پول به‌طور دوره‌ای آمار دارایی‌های طلای هر بانک مرکزی را بر اساس گزارش رسمی خود آن کشور اعلام می‌کند. و شورای جهانی طلا براساس این آمار به‌طور دوره‌ای فهرست دارایی‌های طلای کشورها و سازمان‌های بین‌المللی مختلف را تنظیم می‌کند.
البته میزان طلایی که در این جدول برای هر کشور ذکر شده لزوماً به‌طور فیزیکی در همان کشور قرار ندارد و مشخص کردن میزان طلایی که به‌طور فیزیکی در اختیار بانک مرکزی هر کشور قرار دارد نیز امکان‌پذیر نیست، چون اغلب بانک‌های مرکزی اجازهٔ بررسی ذخایر خود را نمی‌دهند.
| رتبه | کشور/سازمان                  | طلا به تن | درصد طلا نسبت |
| ---- | ---------------------------- | --------- | ------------- |
| ١    | 🇺🇸 ایالات متحده آمریکا       | 8,133.5   | 78.7%         |
| ٢    | آلمان                        | 3,359.1   | 75.5%         |
| ٣    | صندوق بین‌المللی پول          | 2,814.0   | نامشخص.       |
| ٤    | ایتالیا                      | 2,451.8   | 69.4%         |
| ٥    | فرانسه                       | 2,436.4   | 65.6%         |
| ٦    | چین                          | 1948.3    | 3.4%          |
| ٧    | سوئیس                        | 1,040.0   | 5.6%          |
| ۸    | روسیه                        | 2,295.4   | 22.4%         |
| ۹    | ژاپن                         | 846.0     | 3.6%          |
| ۱۰   | هلند                         | 612.5     | 68.5%         |
| ۱۱   | هند                          | 711.2     | 6.7%          |
| ۱۲   | ترکیه                        | 411.7     | 27.8%         |
| ١٣   | بانک مرکزی اروپا             | 504.8     | 34.6%         |
| ۱۴   | تایوان                       | 423.6     | 4.4%          |
| ۱۵   | پرتغال                       | 382.6     | 72.0%         |
| ۱۶   | ازبكستان                     | 366.4     | 61.3%         |
| ۱۷   | عربستان سعودی                | 323.1     | 4.0%          |
| ۱۸   | بریتانیا                     | 310.3     | 10.7%         |
| ۱۹   | لبنان                        | 286.8     | 43.3%         |
| ۲۰   | اسپانیا                      | 281.6     | 20.7%         |
| ۲۱   | اتریش                        | 280.0     | 56.9%         |
| ٢٢   | تایلند                       | 244.2     | 5.8%          |
| ٢ث   | لهستان                       | 229.9     | 8.3%          |
| ٢٤   | بلژیک                        | 227.4     | 41.2%         |
| ٢٥   | الجزایر                      | 173.6     | 18.6%         |
| ٢٦   | ونزوئلا                      | 161.2     | 83.1%         |
| ٢٧   | فيليپين                      | 156.1     | 8.6%          |
| ٢٨   | برزيل                        | 129.7     | 2.1%          |
| ٢٩   | سنگاپور                      | 127.4     | 1.9%          |
| ٣٠   | سوئد                         | 125.7     | 12.7%         |
| ٣١   | آفریقای جنوبی                | 125.3     | 13.5%         |
| ٣٢   | مکزیک                        | 120.0     | 3.5%          |
| ٣٣   | لیبی                         | 116.6     | 8.5%          |
| ٣٤   | یونان                        | 114.0     | 59.9%         |
| ٣٥   | کره جنوبی                    | 104.4     | 1.3%          |
| ٣٦   | رومانی                       | 103.6     | 11.6%         |
| ٣٧   | بانک تسویه حساب‌های بین‌المللی | 115.0     | نامشخص.       |
| ٣٨   | عراق                         | 96.3      | 9.4%          |
| ٣٩   | مجارستان                     | 94.5      | 14.8%         |
| ٤٠   | مصر                          | 75.6      | 17%           |
| ٤١   | استرالیا                     | 79.9      | 7%            |
| ٤٢   | کویت                         | 79.0      | 10%           |